# Pterophorus gratiosus
Pterophorus gratiosus is een vlinder uit de familie vedermotten (Pterophoridae). De wetenschappelijke naam van de soort is, als Oedematophorus gratiosus, voor het eerst geldig gepubliceerd in 1881 door Charles Fish.